# Булгакова, Зоя Фёдоровна
Зо́я Фёдоровна Булга́кова (24 декабря 1914, Ново-Николаевск, Томская губерния, Российская империя — 3 февраля 2017, Новосибирск, Российская Федерация) — советская театральная актриса, заслуженная артистка РСФСР (1945). Являлась старейшей актрисой России.

## Биография
Родилась в многодетной семье.
Её отец был извозчиком, мать воспитывала пятерых детей. В 1930 году начала играть на сцене Новосибирского театра юного зрителя, который теперь известен как Новосибирский театр «Глобус». В 1932 году окончила студию при театре, став одной из первых её выпускниц.
В 1930—1960 годах служила актрисой — травести в Новосибирском ТЮЗе, на её счету более 70 ролей. Особенно хорошо актрисе удавалось амплуа «травести», то есть исполнение ролей детей. В 1940, 1946 годах выступала на смотрах детских театров в Москве.
В 1942 вступила в ВКП(б).
Её имя внесено в «Золотую книгу культуры Новосибирской области» как лауреата областной премии «Честь и достоинство» (2001).
В честь столетнего юбилея актрисы 19 декабря 2014 года на сцене театра прошёл творческий вечер.
Зоя Булгакова исполняла роль Красной Шапочки  в постановках театра разных лет — с 1937 до 1955 годов. Три года она играла Герду в «Снежной королеве». В число её ролей вошли традиционные для детского театра Кот в сапогах, Конёк-Горбунок, Снегурочка, Золушка, Зайка-Зазнайка и Митиль.
Похоронена на Заельцовском кладбище Новосибирска.

Могила Булгаковой на Заельцовском кладбище Новосибирска

## Творчество
- «Красная шапочка» Е. Шварца — Красная Шапочка[2]
- «Снежная королева» Е. Шварца — Герда
- «Кот в сапогах» Л. Ф. Макарьева — Кот
- «Единая боевая» Бруштейн — Панюшка
- 1973 — «Давайте любимые книжки откроем». Вокально–поэтический цикл. «Мелодия» — Незнайка / Джонни «Вождь краснокожих» / Дик Сэнд / Гаврош (вокал)

## Награды и звания
- Заслуженная артистка РСФСР (1945)
- Премия «Человек года» в области культуры и искусства за большой вклад в развитие театрального искусства и культуры Новосибирска (1999)
- Медаль «За доблестный труд в Великой Отечественной войне 1941—1945 гг.»
- Медаль «Ветеран труда»[4]